# Dolmen Pierre du Vert-Galant

Dolmen im Département Loiret

Der Dolmen Pierre du Vert-Galant (auch Pierre Ver-Valland genannt) ist ein Dolmen in Croterie, etwa 4,0 km nordwestlich vom Zentrum der Stadt Tavers im äußersten Westen des Département Loiret, an der Grenze zum Département Loir-et-Cher in Frankreich. Dolmen ist in Frankreich der Oberbegriff für neolithische Megalithanlagen aller Art (siehe: Französische Nomenklatur).

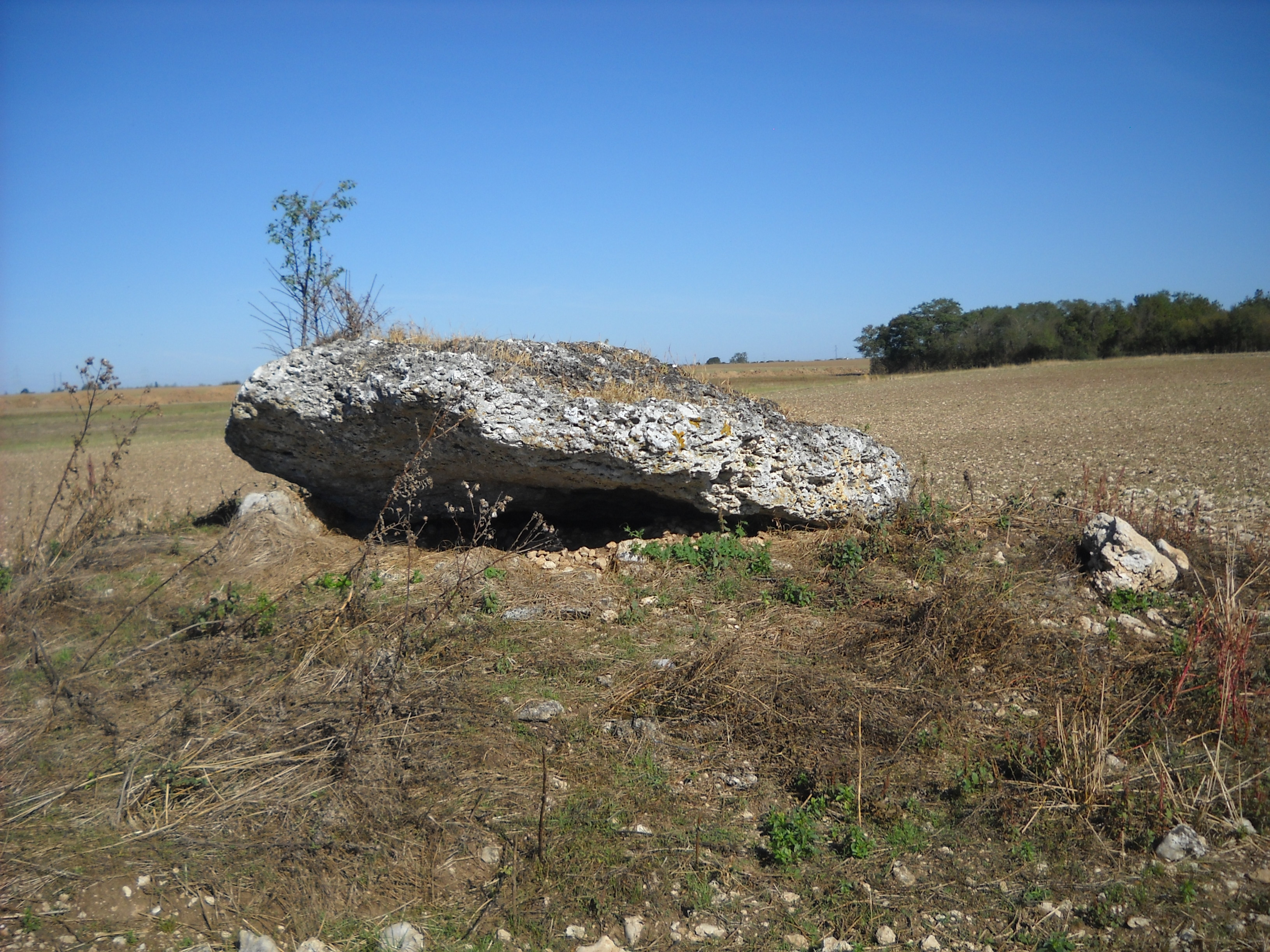
Dolmen Pierre du Vert-Galant

Ein großer Deckstein, der von mehreren Tragsteinen gestützt wird, deren Oberkanten sichtbar sind, ruht auf einem Hügel im Feld.
Der Dolmen wurde 1948 als Monument historique klassifiziert.
In der Nähe liegt der Dolmen La Pierre Tournante.